# Podoctomma
Podoctomma is een geslacht van hooiwagens uit de familie Podoctidae.
De wetenschappelijke naam Podoctomma is voor het eerst geldig gepubliceerd door Roewer in 1949. 

## Soorten
Podoctomma is monotypisch en omvat slechts de volgende soort:
- Podoctomma javanum